# ATP Challenger Fortaleza
Der ATP Challenger Fortaleza (offiziell: Fortaleza Challenger) war ein Tennisturnier, das zwischen 1991 und 1994 in Fortaleza, Brasilien, stattfand. Es gehörte zur ATP Challenger Tour und wurde im Freien auf Sand gespielt.

## Liste der Sieger

### Einzel
| Jahr | Sieger            | Finalgegner        | Ergebnis          |
| ---- | ----------------- | ------------------ | ----------------- |
| 1994 | Óscar Ortiz       | Laurence Tieleman  | 7:6, 6:1          |
| 1993 | nicht ausgetragen | nicht ausgetragen  | nicht ausgetragen |
| 1992 | Maurice Ruah      | João Cunha e Silva | 6:4, 3:6, 6:4     |
| 1991 | Oliver Fernández  | Christian Weis     | 6:3, 6:4          |

### Doppel
| Jahr | Sieger                         | Finalgegner                       | Ergebnis          |
| ---- | ------------------------------ | --------------------------------- | ----------------- |
| 1994 | Otavio Della Marcelo Saliola   | Bill Barber Ivan Baron            | kampflos          |
| 1993 | nicht ausgetragen              | nicht ausgetragen                 | nicht ausgetragen |
| 1992 | Andrew Kratzmann Roger Rasheed | Christer Allgårdh Maurice Ruah    | 7:6, 6:4          |
| 1991 | Nelson Aerts Danilo Marcelino  | Oliver Fernández Gerardo Martínez | 6:3, 6:4          |